# 袁老乡
袁老乡，是中华人民共和国河南省周口市商水县下辖的一个乡镇级行政单位。

## 行政区划
袁老乡下辖以下地区：
元关庙村、二府集村、郭庄村、南李庄村、三仙庙村、盛庄村、东马庄村、刘湾村、承屯村、朱屯村、王屯村、张桥村、袁老村、袁腰庄村、老虎庄村、樊庄村、罗堂村、前刘楼村、王庄寨村、贾阁村、贾寨村、杨寨村、马河村、南曾庄村、东连桥村、袁高楼村和郑桥村。